# Kaya (Heiligtum)

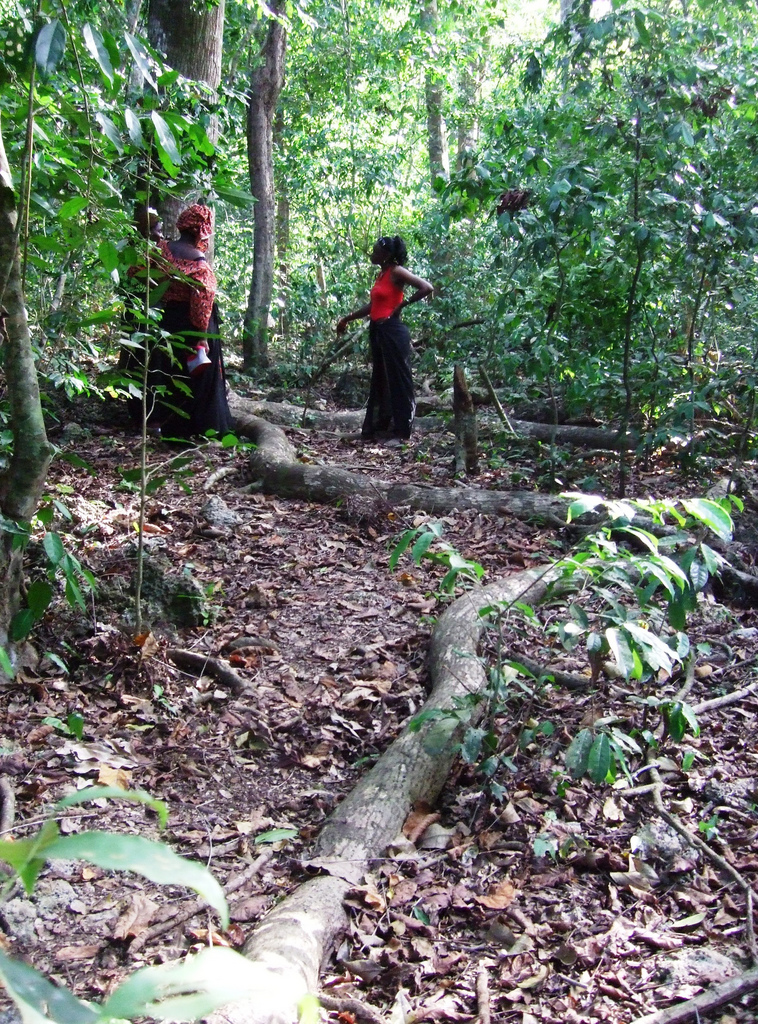
Kaya-Wald

Die Kaya oder Makaya sind Waldgebiete und verlassene Siedlungen des Volks der Mijikenda an der Küste von Kenia. Bis zum Beginn des 20. Jahrhunderts waren sie befestigte Dörfer, seitdem wurden sie jedoch von ihren Bewohnern verlassen. Die Überreste verwandelten sich in heilige Orte der Ahnenverehrung. Komitees von Stammesältesten sorgen seither dafür, dass die umgebenden Wälder erhalten werden. Durch diese Praxis sind die Kayas inzwischen fast die einzigen Bereiche in der Küstenregion, wo die einst reiche Bewaldung nicht durch Landwirtschaft und Besiedlung verschwunden ist.
2008 wurden zehn der etwa 50 bekannten Kayas von der UNESCO zum Weltkulturerbe erklärt.

## Beschreibung
Die Kaya-Wälder liegen zum größten Teil auf niedrigen Hügeln im Hinterland der kenianischen Küste, verteilt über 200 Kilometer. Keiner ist weiter als 35 Kilometer von der Küste entfernt. Die Größe variiert zwischen 30 und 300 Hektar. Der Wald ist botanisch vielfältiger tropischer Regenwald und gehört zur Ökoregion des nördlichen Sansibar-Inhambane-Regenwaldes. Der Wald endet oft abrupt an landwirtschaftlich genutzten Flächen, auf denen Kaschu, Mangos und Kokosnüsse angebaut werden.
In den Wäldern finden sich die Überreste der früheren Dörfer. Meist sind nur wenige Bauwerke erhalten, jedoch lässt sich die grundlegende Struktur noch deutlich ablesen. Die Orte lagen in einer Waldlichtung und waren von einer kreisförmigen Palisade umgeben. Der Zugang erfolgte durch hölzerne Tore in als Trockenmauer ausgeführten Abschnitten. Zu den Toren führten wohldefinierte Wege, die zur Verteidigung alle noch einmal mit weiteren Toren gesichert wurden. Die Häuser lagen in einem Ring an der Innenseite der Palisaden, so dass das Zentrum frei blieb. In ihm stand entweder ein Hain oder eine strohgedeckte Hütte (Moro) als Versammlungsort. Dort waren nach mündlicher Überlieferung bei Gründung der Orte heilige Gegenstände (Fingo) vergraben worden.
Nachdem die Dörfer verlassen wurden, lebten einzelne Stammesälteste dort noch jahrzehntelang. In dieser Zeit verwandelten sich die Orte in zeremonielle Versammlungs- und Anbetungsplätze. Es wurden Friedhöfe angelegt, und die Wälder wurden für das Gebet und zum Sammeln von Früchten, Kräutern und ähnlichem genutzt. Die Gräber, Schreine und einzelne zeremonielle Bauwerke werden bis heute sorgfältig erhalten. Auf manchen Friedhöfen werden bis heute Stammesälteste beerdigt und zu ihren Ehren Grabsteine (Vigango) errichtet.

## Religiöse Bedeutung
Die Wälder und die Überreste der Dörfer sind durch ihren Status als heilige Orte besonders geschützt. Verboten sind Abholzungen, die Nutzung als Weide und die Jagd auf bestimmte Tiere. Dies wird durch die Ältesten sichergestellt, die nicht nur Wachen ernennen können, sondern auch die Autorität haben, bei verbotenen Abholzungen, ungebührlichem Betragen usw. Strafen zu verhängen. Grundsätzlich dürfen alle Stammesangehörige den Kaya betreten, um dort unter Anleitung der Ältesten zu beten oder religiöse Zeremonien abzuhalten.
Die Mijikenda, soweit sie nicht zum Islam bekehrt sind, verehren traditionell die Geister der Vorfahren und glauben an einen monotheistischen Gott (Mulungu).

## Geschichte
Die Geschichte der Besiedlung der Kaya ist nur mündlich überliefert. Nach diesen Erzählungen kamen die Ackerbau betreibenden Mijikenda im 16. Jahrhundert aus einem Land Singwaya oder Shungwaya, das nördlich des Tana im heutigen Somalia angenommen wird. Dort seien sie von den als Hirten lebenden Akwavi-Massai, den Galla (Oromo) oder den Orma vertrieben worden. Die ursprünglichen Siedler hätten auf den parallel zur Küste verlaufenden Höhenrücken zunächst sechs Siedlungen gegründet, später seien drei weitere dazu gekommen. Aus diesen neun Dörfern leitet sich metonymisch die bis heute verwendete Einteilung der Mijikenda in Klans ab. In den folgenden Jahrhunderten seien die einzelnen Kayas aufgeblüht, und die Bewohner hätten eigene Sprachen und Gebräuche entwickelt.
Während sich aus den Legenden Gründungszeiten für die Dörfer zwischen 1560 und 1870 ergeben, lässt sich dies aus anderen Quellen nicht gänzlich bestätigen. Die Geschichtsschreibung der Küstenstädte der Swahili berichtet von einem Zustrom von Mijikenda im 17. Jahrhundert. Auch sprachwissenschaftliche Untersuchungen scheinen die enge Zusammengehörigkeit der Klans und deren Entstehung etwa zu dieser Zeit zu unterstützen.
In jüngerer Zeit wird jedoch auch vorgebracht, dass die Bezeichnung als Mijikenda möglicherweise eher ein Konstrukt der arabischen und Swahili-Kultur an der Küste ist, um diese abzugrenzen. Zudem haben archäologische Untersuchungen Hinweise ergeben, dass einzelne der Kayas bereits im Mittelalter besiedelt waren.
Seit dem 19. Jahrhundert nimmt die Einwohnerzahl in den Dörfern ab. Ein eindeutiger Grund dafür lässt sich nicht ausmachen, das ökonomische Umfeld begünstigt wohl eine Abwanderung in umliegende Bauernhöfe und in die Küstenstädte. Bis 1940 waren die meisten Kayas verlassen. Die intensivere Bewirtschaftung und Abholzung des Umlandes bei gleichzeitigem religiösem Schutz der Waldgebiete führte zu der heutigen Struktur mit den scharfen Kontrasten zwischen Plantagen und Wald. Es muss allerdings angenommen werden, dass der Druck des Bedarfes an Feuerholz und der Wunsch nach Erweiterung der Anbau- und Siedlungsflächen seitdem zu einer schleichenden Verkleinerung der Kayas geführt haben. Wegen fehlender kartografischer Erfassung lässt sich dies jedoch nicht im Einzelnen nachvollziehen.

## Gefährdung und Schutz
Die Kayas liegen in der intensiv touristisch erschlossenen Küstenregion. Besonders die sehr küstennah liegenden Wälder unterliegen einem erheblichen Druck, Teile zugunsten von Ferienanlagen abzuholzen. An weiteren Orten wurden Lizenzen für den Abbau von Erz vergeben. Angesichts der sonst weitgehend verschwundenen Regenwälder wird auch das Holz immer wertvoller. Gleichzeitig nimmt die Homogenität der Mijikenda-Gesellschaft ab, und damit zwangsläufig auch die Ehrfurcht vor traditionellen Regeln. So wird berichtet, dass einzelne Grabsteine gestohlen und an Sammler verkauft wurden.
In vergangenen Zeiten wurden die Kaya-Wälder nur durch die Traditionen geschützt. Seit Beginn der 1990er Jahre gibt es Bemühungen für einen gesetzlichen Schutz. Diese gingen ursprünglich von Umweltschützern aus, die auf die besondere ökologische Vielfalt und das Vorkommen besonders bedrohter Arten hinwiesen.
Inzwischen sind die meisten Kayas entweder als Naturschutzgebiete oder neuerdings als nationale Denkmäler ausgewiesen. Die Umsetzung dieser Regelungen und die Zusammenarbeit mit den lokalen Ältesten ist jedoch noch eine Aufgabe für die nächsten Jahre.
Im Zusammenhang mit der Bewerbung als Weltkulturerbe waren zunächst 36 Kayas vorgeschlagen worden. Wegen der unvollständigen Schutzkonzepte reduzierte die kenianische Regierung 2008 ihren Vorschlag auf nur noch 11 Stätten, von denen eine vom Welterbekomitee noch gestrichen wurde. Der Kaya Kinondo, nur wenige hundert Meter vom Strand entfernt und etwa 35 km südlich von Mombasa gelegen, wurde durch einen Hotelbau erheblich beschädigt. Zudem werden in seinem Gebiet Korallen in einem Steinbruch abgebaut.

## Weltkulturerbe
Zehn der Kayas wurden 2008 als Bestandteil der Welterbestätte Heilige Kaya-Wälder der Mijikenda in das Weltkulturerbe aufgenommen. Darunter sind vier der ursprünglichen Kayas, die den Namen eines der neun Klane tragen. Als „sekundäre“ Kayas werden dagegen solche bezeichnet, die von einzelnen Klans erst später besiedelt wurden.
| Ref.-Nr.    | Bezeichnung  | County | Koordinaten                 | Fläche    | Bemerkung |
| ----------- | ------------ | ------ | --------------------------- | --------- | --- |
| 1231rev-001 | Kaya Giriama | Kilifi | 3° 47′ 55″ S, 39° 30′ 52″ O | 204,00    | ursprünglicher Kaya, nach dem Gründer Fungo auch Kaya Fungo der Giriama genannt, liegt auf dem Nyika-Plateau                                                                  |
| 1231rev-002 | Kaya Jibana  | Kilifi | 3° 50′ 15″ S, 39° 40′ 10″ O | 140,00 ha | ursprünglicher Kaya, liegt etwa 30 Kilometer landeinwärts von Mombasa |
| 1231rev-003 | Kaya Kambe   | Kilifi | 3° 51′ 49″ S, 39° 39′ 7″ O  | 75,00 ha  | ursprünglicher Kaya, etwa 2 Kilometer seewärts von Kaya Jibana |
| 1231rev-004 | Kaya Kauma   | Kilifi | 3° 37′ 14″ S, 39° 44′ 10″ O | 75,00 ha  | sekundärer Kaya, |
| 1231rev-005 | Kaya Ribe    | Kilifi | 3° 53′ 49″ S, 39° 37′ 58″ O | 36,00 ha  | ursprünglicher Kaya, liegt als einziger nicht auf einer Hügelkuppe, sondern am Zusammenfluss zweier Flüsse                                                                    |
| 1231rev-006 | Rabai-Kayas  | Kilifi | 3° 55′ 55″ S, 39° 35′ 46″ O | 580,00 ha | sekundäre Kayas, Kaya Mudzimuvya, Kaya Bomu und Kaya Fimboni bilden ein zusammenhängendes Waldgebiet auf einer auffälligen Hügellinie, etwa 30 Kilometer oberhalb von Mombasa |
| 1231rev-007 | Duruma-Kayas | Kwale  | 3° 59′ 54″ S, 39° 31′ 25″ O | 398,00 ha | sekundäre Kayas, Kaya Mtswakara und Kaya Gandini liegen 23 Kilometer westlich von Mombasa am Fluss Mambone                                                                    |
| 1231rev-008 | Kaya Kinondo | Kwale  | 4° 23′ 36″ S, 39° 32′ 41″ O | 30,00 ha  | sekundärer Kaya, nominiert, aber nicht in das Welterbe aufgenommen |